# Duboka (Slivno)
Duboka is een plaats in de gemeente Slivno in de Kroatische provincie Dubrovnik-Neretva. De plaats telt 130 inwoners (2001).